# Jonna Bergh
Johanna Mari Bergh, känd som Jonna Bergh, född 6 november 1973 i Kumla församling i Örebro län, är en svensk journalist och chefredaktör för Damernas Värld.
Bergh är uppvuxen i Strömstad och Hammarön / Karlstad. Båda föräldrarna har rötterna i Dalsland.
Hon arbetade som reporter på Expressen Fredag mellan 1995 och 2000 , och övergick därefter till att starta magasinet Cosmopolitan i Sverige. Hon var chefredaktör mellan hösten 2001 och hösten 2007 och gick därefter över till Glamour. 2011 lanserade hon det banbrytande och inflytelserika modemagasinet Styleby (2011-2024) tillsammans med bland andra Elin Kling. Hon har även medverkat i antologier som Fem meter upp i luften och Fittstim.
Bergh ledde under 1990-talet ett musikprogram, Rock Steady Crew (ZTV) och har utöver detta medverkat i en mängd tv-program, bland annat som fast panelmedlem i Tryck till (ZTV), Studio Pop (SVT).
Åren 2004 till 2009 var hon gift med Kalle Zackari Wahlström med vilken hon har en son född 2005.